# مقاطعة سبلالي
مقاطعة سبلالي (بالصومالية: Degmada Sablaale)‏ هي مقاطعة في جنوب شرق محافظة شبيلي السفلى في الصومال، عاصمتها مدينة سبلالي، يبلغ عدد سكان مقاطعة سبلالي 143,055 نسمة.

## روابط خارجية
- مقاطعات الصومال
- الخريطة الإدارية لمقاطعة سبلالي